# Église Saint-Martin de Lerné
L'église Saint-Martin est une église catholique située à Lerné, en France.

## Localisation
L'église est située dans le département français d'Indre-et-Loire, sur la commune de Lerné.

## Historique
L'édifice est classé au titre des monuments historiques en 1985.